# Emili Mira i López

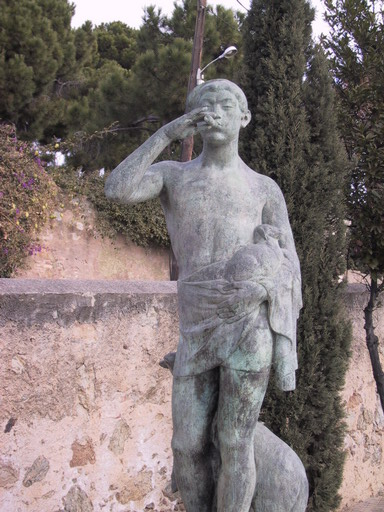
Monument al psiquiatre Emili Mira i López a Barcelona, obra de Pau Gargallo; a la plaça de Catalunya barcelonina hi ha una versió en pedra de la mateixa escultura

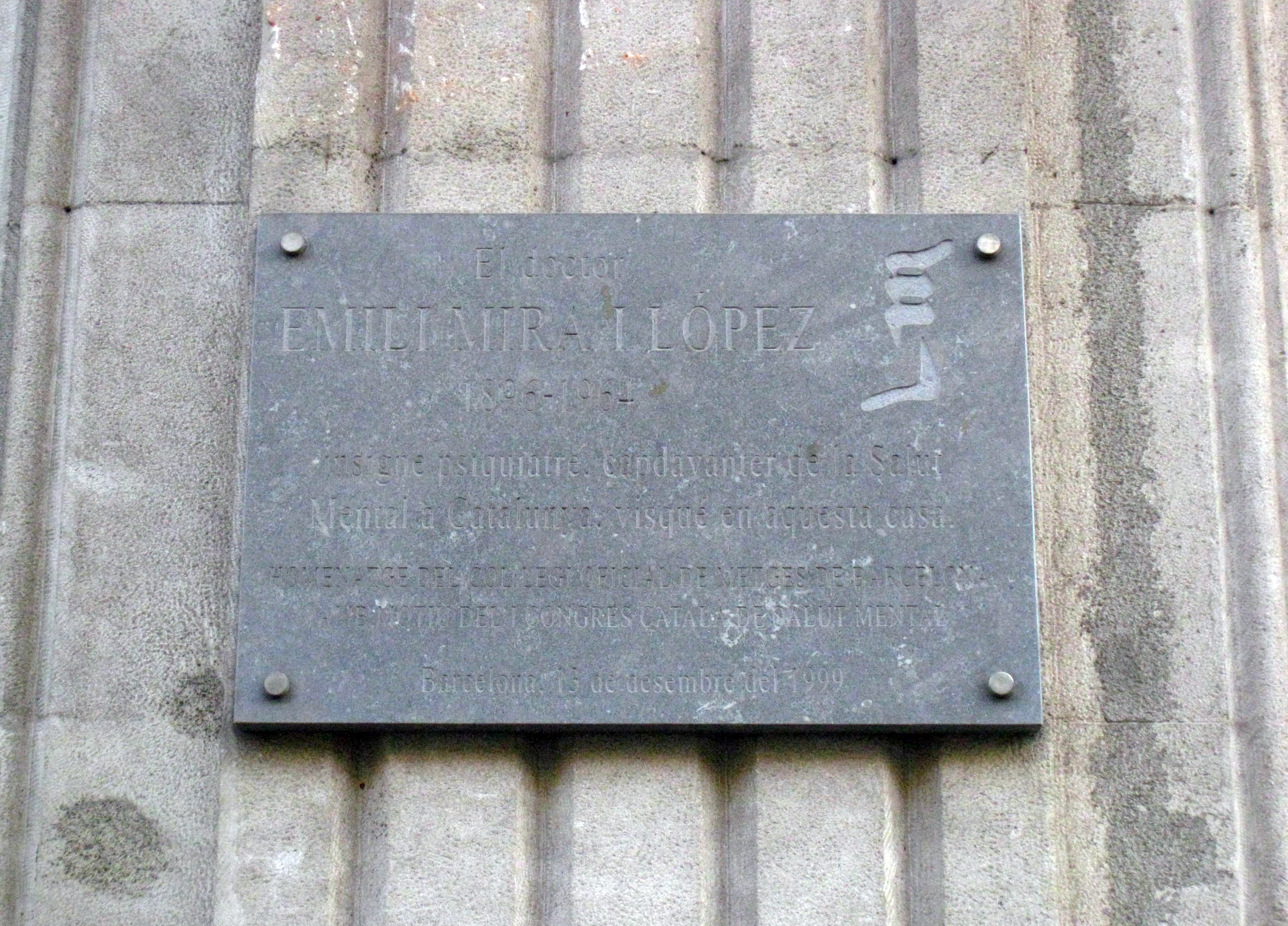
Placa commemoriativa a la casa de Barcelona on va viure, situada a la rambla de Catalunya núm. 35

Emili Mira i López (Santiago de Cuba, 24 d'octubre de 1896 - Petròpolis, Brasil, 16 de febrer de 1964) va ésser un psicòleg català.
Fill de pare granadí i mare madrilenya, va néixer accidentalment a Cuba, quan l'illa pertanyia a Espanya. La família va retornar a Barcelona quan ell tenia dos anys.
De 1920 a 1939 ocupà diversos càrrecs a la Mancomunitat i a la Generalitat de Catalunya relacionats amb la psicotècnia i la formació professional.
L'any 1928 va néixer la seva filla Montserrat, que va ser pintora.
Durant la dècada del 1930 fou professor de Josep Solé i Sagarra. El 1933 fundà amb Joaquim Xirau la prestigiosa Revista de Psicologia i Pedagogia.
Durant la darrera Guerra Civil espanyola estudià el comportament del revolucionari des de la perspectiva psicològica.
Exiliat el 1939, després de passar per la Gran Bretanya, els Estats Units i l'Argentina, s'instal·là definitivament al Brasil, on dirigí l'Instituto de Seleçâo e Orientaçâo Profissional.